# Hétérophonie

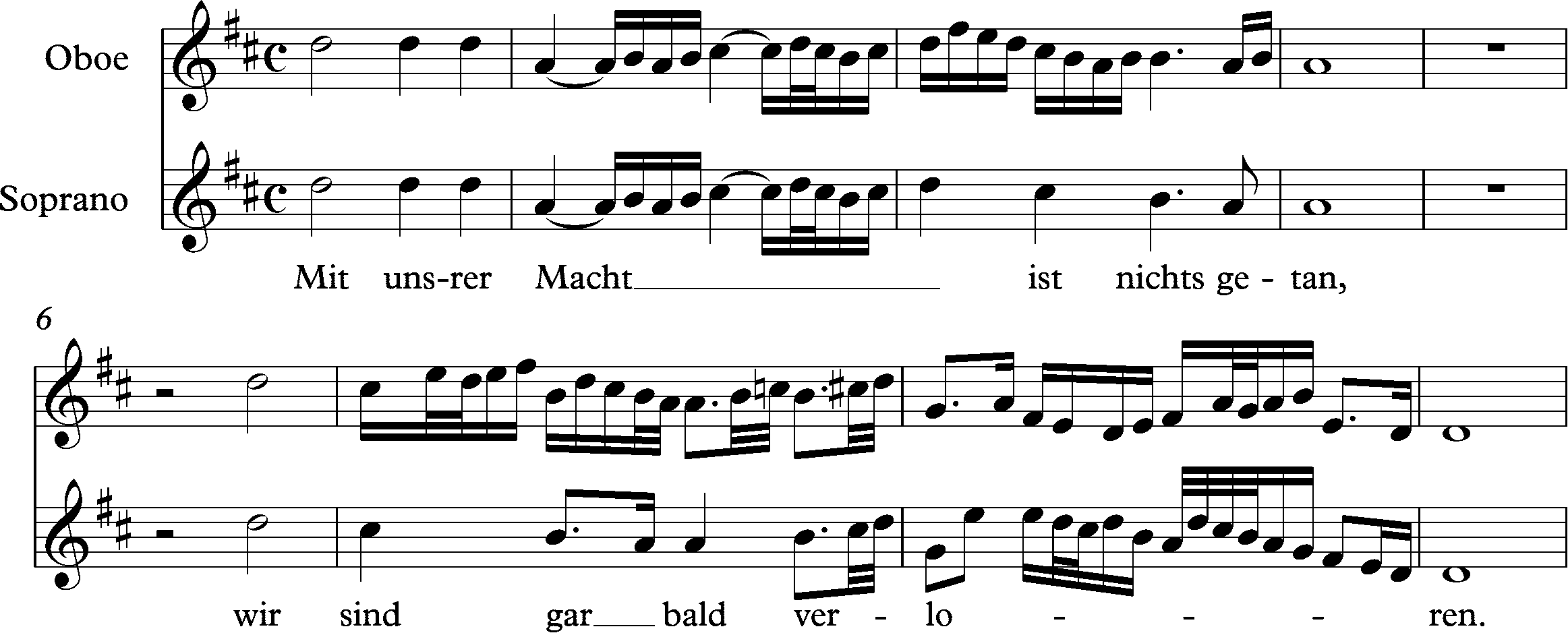
Exemple d'une partition avec hétérophonie.

En musique, l’hétérophonie est une manière de jouer simultanément une mélodie et des variations de celle-ci. Une variation peut consister en l'ajout ou la suppression de notes, un simple décalage (avance ou retard léger), ou un changement de rythme ou de tempo.
On peut considérer cette technique comme une monodie complexe, c'est-à-dire qu'une mélodie de base est jouée différemment par plusieurs voix.
C'est un procédé courant dans la musique traditionnelle, parfois utilisé en musique classique. Nommé ainsi par Platon, il définissait dans la musique antique l'accompagnement des voix par les instruments qui appuyait certaines notes ou doublait la mélodie.